# FIS wereldkampioenschappen snowboarden 1997
De wereldkampioenschappen snowboarden 1997 werden van 21 tot en met 26 januari 1997 gehouden in Innichen (San Candido), Italië. Er stonden tien onderdelen op het programma, vijf voor mannen en vijf voor vrouwen. Nieuw op het programma waren de onderdelen slalom en snowboardcross voor zowel mannen als vrouwen.

## Medailles

### Mannen
| Onderdeel      | Goud               | Goud | Zilver          | Zilver | Brons                | Brons |
| -------------- | ------------------ | ---- | --------------- | ------ | -------------------- | ----- |
| Halfpipe       | Fabien Rohrer      | SUI  | Markus Hurme    | FIN    | Roger Hjelmstadstuen | NOR   |
| Reuzenslalom   | Thomas Prugger     | ITA  | Mike Jacoby     | USA    | Ian Price            | USA   |
| Slalom         | Bernd Kroschewski  | GER  | Dieter Moherndl | GER    | Anton Pogue          | USA   |
| Parallelslalom | Mike Jacoby        | USA  | Elmar Messner   | ITA    | Bernd Kroschewski    | GER   |
| Snowboardcross | Helmut Pramstaller | AUT  | Klaus Sammer    | AUT    | Jakob Bergstedt      | SWE   |

### Vrouwen
| Onderdeel      | Goud                        | Goud | Zilver                      | Zilver | Brons                     | Brons |
| -------------- | --------------------------- | ---- | --------------------------- | ------ | ------------------------- | ----- |
| Halfpipe       | Antina Schwaller            | SUI  | Christel Thoresen           | NOR    | Sabine Wehr-Haser         | GER   |
| Reuzenslalom   | Sondra Van Ert              | USA  | Karine Ruby                 | FRA    | Magherita Parini          | ITA   |
| Slalom         | Heidi Renoth                | GER  | Dagmar Mair Unter der Eggen | ITA    | Dorothée Fournier         | FRA   |
| Parallelslalom | Dagmar Mair Unter der Eggen | ITA  | Karine Ruby                 | FRA    | Marie Birkl               | SWE   |
| Snowboardcross | Karine Ruby                 | FRA  | Manuela Riegler             | AUT    | Maria Kirchgasser-Pichler | AUT   |

### Medaillespiegel
| Plaats | Land             | Goud | Zilver | Brons | Totaal |
| 1      | Italië           | 2    | 2      | 1     | 5      |
| 2      | Duitsland        | 2    | 1      | 2     | 5      |
| 2      | Verenigde Staten | 2    | 1      | 2     | 5      |
| 4      | Zwitserland      | 2    | 0      | 0     | 2      |
| 5      | Frankrijk        | 1    | 2      | 1     | 4      |
| 5      | Oostenrijk       | 1    | 2      | 1     | 4      |
| 7      | Noorwegen        | 0    | 1      | 1     | 2      |
| 8      | Finland          | 0    | 1      | 0     | 1      |
| 9      | Zweden           | 0    | 0      | 2     | 2      |
| Totaal | Totaal           | 10   | 10     | 10    | 30     |